# 다중음자
다중음자(multigraph, pleograph)는 두 개 이상의 글자 조합으로 하나의 음소를 나타내는 문자의 짝이다.

## 이중음자
이중음자(digraph, digram)는 글자 둘의 조합으로 하나의 음소를 나타내는 문자의 짝이다.
예시: 영어 ⟨ch⟩ 또는 ⟨ea⟩

## 삼중음자
삼중음자(trigraph)는 글자 셋의 조합으로 하나의 음소를 나타내는 문자의 짝이다.

### 삼중음자의 예
- 독일어 sch
- 프랑스어 eau, oin, tch
- 헝가리어 dzs

## 사중음자
사중음자(tetragraph)는 글자 넷의 조합으로 하나의 음소를 나타내는 문자의 짝이다.
- 독일어 tsch, dsch

## 오중음자
- 오중음자(pentagraph) (예시: 아바르어 ⟨чӀчӀв⟩)

## 육중음자
- 육중음자(hexagraph) (예시: 아일랜드어 ⟨oidhea⟩)

## 칠중음자
- 칠중음자(heptagraph) (예시: 독일어 ⟨schtsch⟩)